# Кинашівка (Ніжинський район)
Ки́нашівка — село в Україні, у Борзнянській міській громаді Ніжинського району Чернігівської області. Населення — 1372 осіб (2012 рік). До 2018 орган місцевого самоврядування — Борзнянська міська рада.

## Географія
Село Кинашівка розташоване на річці Борзна в місці впадіння в неї її притоки — річки Борзенка, північніше районного центру — міста Борзна. Центр села — за чотири кілометри від Борзни, але населені пункти фактично зливаються між собою: крайні будинки Борзни і Кинашівки розташовані в 30 метрах один від одного.

## Заснування і назва
Офіційних писаних джерел про виникнення села Кинашівки не знайдено, за легендою, назва походить від прізвища гетьмана Петра Конашевича-Сагайдачного. Ймовірний час заснування - XIV століття. В «Историко-статистическом описании Черниговской епархии» зазначено: «Кунашевка в 3-х верстах от Борзны, - к северу на возвышенности при слиянии реки Красиловки с рекою Борзною». 

## Історія

### Рання історія села до початку XX століття
Археологічні знахідки. У селі знайдена кістяна мотика, кам'яний молот епохи неоліту, бойова сокира із заліза. Знайдено глиняний горщик з чеськими монетами XIV століття, татарські монети XII століття.
Козаки й посполиті села брали  участь у боротьбі проти польської шляхти в роки Визвольної війни 1648-1657 років в складі Борзнянської сотні Ніжинського полку. Кинашівка до Івана Мазепи «присжала» до Борзни, знаходилася у відомстві Борзнянської ратуші, гетьмана Івана Брюховецького. Мазепа, ставши гетьманом, віддав Кинашівку ніжинському полковнику Степану Забілі. Степан Забіла, після весілля сина Василя, подарував йому село. Володіли Кинашівкою Василь Забіла та його дружина до смерті. Після Василя Забіли, Мазепа віддав село Василю Леонтійовичу Кочубею, а після його страти у 1708 році - знову повернув Кинашівку  Забілам - Семену Забілі. Коли Меншиков прибув у Борзну, аби за наказом Петра І зруйнувати Батурин, до царських військ було приєднано і Борзнянську сотню. Козаки Кинашівки змушені були брати участь в облозі гетьманської столиці. Після перемоги Петра під Полтавою Кинашівку було віддано вдові Василя Кочубея Любові Федорівні і її дітям.
До скасування козацтва у Кинашівці мешкали  козаки та посполиті. Відомо, що 1736 року у селі було 42 козаки і 36 посполитих. За «Описом Чернігівської єпархії» 1874 року козаки відбували військову службу, були вільними від інших повинностей. Посполиті відбували земські повинності - надавали підводи, працювали на громадських роботах тощо. В Кинашівці на річці Борзна було декілька водяних млинів. 
Після скасування Гетьманщини, а насправді гетьманської посади у 1764 році, деякі козацькі сім'ї переселилися в Кинашівку з Катеринославської губернії, що виникла у 1802 р. За переписом 1770 року в Кинашівці було 316 чоловіків і 327 жінок; у 1790 році - 660 чоловіків та 627 жінок; у 1810-му - 719 чоловіків і 713 жінок; у 1830-му - 541 чоловік та 599 жінок; у 1860-му - 552 чоловіка і 593 жінки.
Історія села тісно пов'язана з істрією роду Кочубеїв. У пам'яті старожилів залишилися відомості про останнього пана села - Михайла Миколайовича Кочубея. Народився Михайло Миколайович 5 січня 1863 року у маєтку Вороньки Козелецького повіту (тепер Бобровиччина). З 1896 по 1900 рік був очільником Козелецького повітового дворянства, з 1904 року - Борзнянського. Статський радник, великий князь Михайло Кочубей отримав Кинашівку від двоюрідного діда Олександра Васильовича, який був неодружений і своїх дітей не мав. Михайло Кочубей увійшов у історію як  меценат, благодійник, культурний і політичний діяч. Мав дружні відносини з родиною Івана Пулюя - першого українського фізика світового рівня, перекладача Біблії. Не менш близькими товаришами були і родини Кочубеїв та Білозерських-Кулішів. Після смерті Пантелеймона Куліша Михайло Миколайович пропонував перевезти з Мотронівки до Кинашівки хату Куліша і створити в ній музей. Однак вдова письменника Ганна Барвінок зазначала, відвідувачі їдуть до музею аж із Західної України і що йому «более приличествует по его культурным целям…быть в Борзне».
Наприкінці XIX — початку XX століття революційний рух у Російський імперії наростав. У Кинашівці, у садибі Тимофія Веремієнка утворився «штаб боротьби з самодержавством». Під час подій, відомих як Революція 1905—1907 група селян - Білозір І., Тарасенко Ю., Прощенко В., Довгаль М. та деякі інші агітували селян до повстання. 14 серпня 1905 року було вчинено замах на Михайла Кочубея. У 1906 році Кочубей продав свій великий маєток разом із млинами, спиртозаводом, деякими землями капіталісту Уварову, та виїхав за кордон.
Існують різні версії що до року від'їзду Кочубея з України, 1905, або 1906 рік. Остання звістка від Кочубея, як припускає краєзнавець А. В. Стрижак, була телеграма у липні 1909 року з нагоди дня пам'яті Пантелеймона Куліша. Помер Михайло Миколайович Кочубей на півдні Франції у 1936 році.

### Післяреволюційний період і до наших днів
12 червня 2020 року, відповідно до розпорядження Кабінету Міністрів України № 730-р «Про визначення адміністративних центрів та затвердження територій територіальних громад Чернігівської області», село увійшло до складу Борзнянської міської громади.
19 липня 2020 року, в результаті адміністративно-територіальної реформи та ліквідації Борзнянського району, увійшло до складу Ніжинського району Чернігівської області.

## Відомі особистості
В поселенні народився:
- Григорович Михайло Якович (1917—1993) — український педагог.